# 中国医学救援协会
中国医学救援协会是中华人民共和国医学救援科技工作者组成的群众性学术团体，是中国科学技术协会主管的社会团体，2008年在北京市成立。